# 리슈탈
리슈탈(독일어: Liestal)은 스위스 바젤란트주의 주도로 면적은 23.14km2, 높이는 945m, 인구는 10,052명(2010년 기준), 인구 밀도는 434명/km2이다. 바젤에서 남쪽으로 17km 정도 떨어진 곳에 위치한다.

## 역사
리슈탈이라는 이름은 1225년에 처음 언급되었으며, 정착 날짜는 적어도 로마 시대부터 시작된다. 이 도시의 개발은 바젤의 라인강을 가로지르는 첫 번째 다리와 고트하르트 고개 사이의 도로에 전략적으로 위치했기 때문이다.
리슈탈의 시민은 1476년과 1477년에 부르고뉴 전쟁에 참여하여 드 부르고뉴 공작에 대항했다. 1501년 시장은 스위스 연방에 충성을 맹세했고, 이로 인해 합스부르크 왕가에 속한 이웃 라인펠덴과 갈등이 반복되었다.
17세기에 리슈탈은 농민 반란의 일환으로 바젤에 반란을 일으켰고 그 도시의 군대에 의해 점령되었다. 반란의 세 지도자는 바젤에서 참수되었다.
1789년에 이 도시는 자유와 평등에 대한 프랑스의 요구를 열광적으로 환영했다. 그것은 나폴레옹이 1797년에 도시를 여행했을 때 기념했다. 그가 몰락한 후 바젤에 대한 이전의 종속이 다시 확립되었다.
1830년 프랑스 7월 혁명은 또한 리스탈에서 격변을 일으켰다. 임시 정부가 수립되었고 1832년 3월 17일에 이 도시가 새로운 주의 주도로 선택되었다.

## 지리
리슈탈의 면적은 2009년 기준으로 18.19k㎡이다. 이 면적 중 2.99k㎡(16.4%)가 농업 목적으로 사용되는 반면 10.68k㎡(58.7%)는 산림이다. 나머지 토지 중 4.35k㎡ (23.9%)가 정착(건물 또는 도로), 0.1k㎡ (0.5%)가 강 또는 호수이고 0.03k㎡ (0.2%)는 불모지이다.
건축 면적 중 공업용 건물이 전체 면적의 2.6%, 주택과 건물이 12.1%, 교통 기반 시설이 5.7%를 차지했다. 전력 및 수자원 기반 시설 및 기타 특별 개발 지역은 면적의 1.6%를 구성하고 공원, 녹지대 및 스포츠 경기장은 1.8%를 구성한다. 숲이 우거진 토지 중 전체 토지의 57.1%는 숲이 우거져 있고 1.6%는 과수원이나 작은 나무 군락으로 덮여 있다. 농경지 중 6.7%는 작물 재배에 사용되며 8.0%는 목초지로, 1.8%는 과수원이나 포도나무에 사용된다. 시정촌의 물 중 0.2%는 호수에, 0.3%는 강과 시내에 있다.
리슈탈은 바젤란트주의 주도이다. 구시가지는 에르골츠강과 오리스바흐강 사이, 바젤과 쥐라산맥 사이의 암석 노두에 자리잡고 있다. 마을은 부채꼴 모양으로 넓은 메인 스트리트(Gassenmarkt)와 2개의 옆길로 구성되어 있다. 18세기에는 도시의 아래쪽과 위쪽 성문 주변에 작은 교외가 개발되었다. 17세기에 게슈타데크의 상업 지구가 운하를 따라 개발되었다.

## 인구통계
2021년 6월 기준, 리슈탈의 인구는 14,963명이다. 2008년 기준으로 인구의 23.8%가 거주 외국인이다. 지난 10년(1997-2007) 동안 인구는 7.7%의 비율로 변화했다.
2000년 기준 인구 대부분을 차지하는 10,759명(83.2%)이 독일어를 사용한다. 이탈리아어가 두 번째로 많은 660명(5.1%)이 사용하고, 세르비아-크로아티아어를 276명(2.1%)이 세 번째로 많이 사용된다. 프랑스어를 할 줄 아는 사람은 122명, 로망슈어를 할 줄 아는 사람은 12명이다.
2008년 기준으로 인구의 성별 분포는 남성 49.3%, 여성 50.7%이다. 인구는 10,104명의 스위스 시민(인구의 74.6%)과 3,447명의 비 스위스 거주자(25.4%)로 구성되어 있다. 같은 주에서 태어난 사람은 2,648명(20.5%)이었고, 스위스 내 다른 곳에서 태어난 사람은 3,406명(26.3%), 스위스 밖에서 태어난 사람이 3,129명(24.2%)이었다.
2008년에는 스위스 시민이 102명, 비스위스계 시민이 44명이었고, 같은 기간에 스위스 시민이 109명, 비스위스계 시민이 7명이었다. 이민 전출입을 무시하면, 스위스 시민의 인구는 7명이 감소하지만, 외국인 인구는 37명이 증가했다. 스위스에서 이주한 스위스 남성은 5명, 스위스로 다시 이주한 스위스 여성은 4명이었다. 동시에 다른 나라에서 스위스로 이주한 41명의 비스위스계 남성과 41명의 비스위스계 여성이 있었다. 2008년 전체 스위스 인구 변화(시 경계를 넘는 이동을 포함한 모든 출처에서)는 80명이 증가했고, 비 스위스 인구는 36명이 감소했다. 이는 0.3%의 인구 증가율을 나타낸다.
2010년 현재 리슈탈의 연령 분포는 다음과 같다. 917명(인구의 6.8%)이 0~6세이고 1,827명(13.5%)이 7~19세이다. 성인 인구 중 1,924명(인구의 14.2%)이 20~29세이다. 1,828명 또는 13.5%는 30세에서 39세 사이, 2,137명 또는 15.8%는 40세에서 49세 사이, 2,705명 또는 20.0%는 50세에서 64세 사이이다. 노인 인구 분포는 1,620명 또는 인구의 12.065%가 사이이다. 79세, 80세 이상은 593명(4.4%)이다.
2000년 기준으로 시정촌에 미혼이거나 싱글인 사람은 5,441명이다. 기혼자는 5,993명, 미망인은 751명, 이혼한 사람은 745명이었다.
2000년 기준으로 시정촌에는 5,450세대의 개인가구가 있으며, 가구당 평균 2.2명이다. 1인 가구는 1,935가구, 5인 이상 가구는 322가구였다. 총 5,584가구 중 1인 가구가 34.7%, 부모와 동거하는 성인이 30가구였다. 나머지 가구 중 자녀가 없는 기혼 부부는 1,585쌍, 자녀가 있는 기혼 부부는 1,505쌍으로 자녀가 있는 편부모는 286쌍이다. 109가구는 혈연관계가 없는 사람들로 구성되었고 134가구는 일종의 시설이나 집단주택이 되었다.
2000년 기준 단독주택은 총 2,479호 중 1,470호(전체의 59.3%)였다. 다가구는 474채(19.1%), 주거용으로 주로 사용되는 다목적 건물은 301채(12.1%), 기타 용도(상업·산업)가 234채(9.4%)였다. 단독주택 중 141채는 1919년 이전에 지어졌고 241채는 1990년에서 2000년 사이에 지어졌다. 1919년에서 1945년 사이에 가장 많은 단독주택(353채)이 건설되었다.

2000년에는 5,876채의 아파트가 시정촌에 있었다. 가장 일반적인 아파트 크기는 4개의 방이었으며 그중 1,710개가 있었다. 1인실 아파트는 268채, 5실 이상 아파트는 1538채였다. 이 중 상시 입주가 가능한 아파트는 5,316세대(전체의 90.5%), 비수기 분양 아파트는 379세대(6.4%), 공실은 181세대(3.1%)였다. 2007년 기준 신규주택 건설률은 인구 1000명당 2.2세대이다. 2000년 기준으로 방 2개짜리 아파트를 임대하는 평균 가격은 약 871.00 CHF(US$700, £390, €560)였고, 방 3개짜리 아파트는 약 1063.00 CHF(US$850, £480, €680)였다. 방 4개짜리 아파트의 평균 가격은 1260.00 CHF(US$1010, £570, €810)이다. 2008년 시정촌 공실률은 1.21%였다.

역사적 인구는 다음의 차트와 같다:

## 경제
2007년 현재 리슈탈의 실업률은 2.75%이다. 2005년 기준으로 1차 경제 부문에 160명이 고용되어 있으며, 이 부문에 약 26개 기업이 참여하고 있다. 2,324명이 2차 부문에 고용되었고, 이 부문에 145개의 기업이 있었다. 10,189명이 3차 부문에 고용되었으며, 이 부문에는 824개의 기업이 있다. 시정촌 주민은 6,829명으로 일정 정도 고용되었으며 그중 여성이 전체 노동력의 44.9%를 차지했다.
2008년에 정규직에 상응하는 총 일자리 수는 10,921개였다. 1차 부문의 일자리 수는 50개였으며 그중 36개는 농업, 12개는 임업 또는 목재 생산, 2개는 어업 또는 어업이었다. 2차 부문의 일자리 수는 2,204개로 이 중 제조업이 1,107개(50.2%), 건설업이 896개(40.7%)였다. 3차 부문의 일자리는 8,667개였다. 3차 부문에서; 899(10.4%) 도소매 또는 자동차 수리업, 348(348(4.0%) 상품 이동 및 보관), 258(3.0%) 호텔 또는 레스토랑, 117(117(1.3%) 정보 산업), 651 또는 7.5%가 보험 또는 금융 산업, 638 또는 7.4%가 기술 전문가 또는 과학자, 660 또는 7.6%가 교육, 2,819 또는 32.5%가 의료 분야였다.
2000년 기준 자치단체로 통근하는 근로자는 10,031명, 출퇴근자는 3,911명이었다. 지자체는 근로자 순수입주이며, 1명이 전출될 때마다 약 2.6명의 근로자가 지자체에 전입된다. 리슈탈에 들어오는 인력의 약 5.3%는 스위스 외부에서 오고, 현지인 중 0.2%는 일을 위해 스위스에서 출퇴근한다. 근로인구의 25.8%가 대중교통을 이용하여 출퇴근하고 35.7%가 자가용을 이용하였다.

## 종교
2000년 인구조사에서 로마 가톨릭 신자는 3,641명(28.2%)이었고 스위스 개혁 교회는 5,626명(43.5%)이었다. 나머지 인구 중 정교회 교인은 261명(인구의 약 2.02%)이었고 크리스찬 가톨릭 교회는 36명(인구의 약 0.28%)이었고, 다른 기독교 교회에 속한 개인이 83명(또는 인구의 약 2.96%)이 있었다. 유대인은 8명(인구의 약 0.06%)이었고 이슬람교도는 699명(인구의 약 5.41%)이었다. 31명의 불교 신자가 있었다. 힌두교인 119명과 다른 교회에 속한 30명. 1,644명(인구의 약 12.71%)이 교회에 속하지 않고, 불가지론자 또는 무신론자이며, 452명(인구의 약 3.50%)이 질문에 대답하지 않았다.

## 교육
리슈탈에서는 인구의 약 4,911명(38.0%)이 비필수 고등교육을 이수했으며, 1,895명(14.7%)이 추가 고등교육(대학 또는 응용학문대학)을 마쳤다. 고등교육을 마친 1,895명 중 59.3%가 스위스 남성, 25.1%가 스위스 여성, 9.0%가 비스위스계 남성, 6.6%가 비스위스계 여성이었다.
2000년 현재 리슈탈에는 다른 시정촌에서 온 2,096명의 학생이 있었고 220명의 주민이 시외 학교에 다녔다.
리슈탈에는 2개의 도서관이 있다. 이러한 라이브러리에는 다음이 포함된다. Kantonsbibliothek 바젤란트 및 리슈탈의 Pädagogische Hochschule. 도서관에는 총 249,271권 (2008년 기준)의 도서 및 기타 매체가 있으며, 같은 해에 총 757,718권이 대출되었다.

## 교통
리슈탈역은 바젤과 올텐을 연결하는 스위스 연방 철도의 하우엔슈타인 본선에 있다. 바젤까지 시간당 5개의 열차, 올텐까지 시간당 4개의 열차, 베른, 루체른 및 취리히까지 시간당 열차가 운행된다. 하루에 여러 대의 열차가 프랑크푸르트와 베를린까지 운행한다. 역은 발덴부르크까지 30분 간격으로 운행하는 발덴부르크 협궤 철도의 교차점이자 종점이기도 하다.
시정촌은 또한 바젤과 취리히 사이의 A3 고속도로에 있다.

## 사진

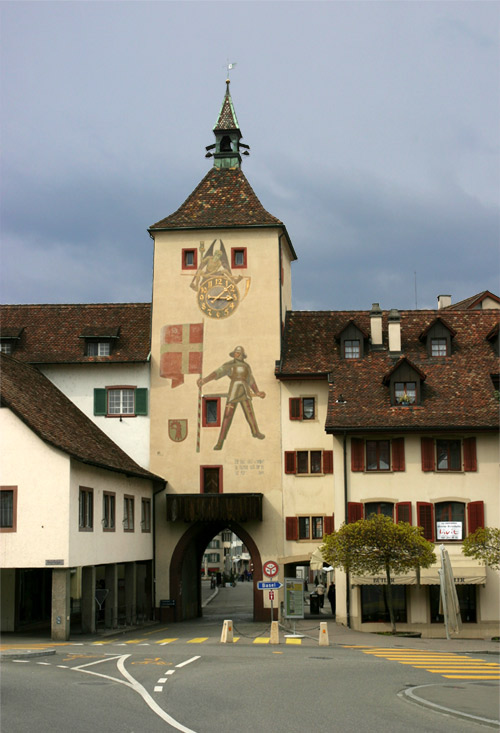

## 자매 도시
- 스위스 오네
- 미국 새크라멘토